# Disease
Disease è il terzo album in studio del gruppo musicale statunitense Beartooth, pubblicato il 28 settembre 2018 dalla Red Bull Records e dalla UNFD.

## Tracce
Testi e musiche di Caleb Shomo, eccetto dove indicato.
1. Greatness or Death – 3:22
2. Disease – 3:48
3. Fire – 3:26
4. You Never Know – 3:04 (Shomo, Andrew Fulk)
5. Bad Listener – 3:29
6. Afterall – 3:21 (Shomo, Zakk Cervini, Joseph Cotela, Joel Madden)
7. Manipulation – 3:23 (Shomo, Paul Marc Rousseau)
8. Enemy – 3:21
9. Believe – 3:16 (Shomo, Fulk)
10. Infection – 3:24 (Shomo, Cervini)
11. Used and Abused – 3:32
12. Clever – 3:42

Tracce bonus dell'edizione deluxe
1. Messed Up – 3:05
2. Takeover – 2:58
3. Young – 1:55
4. Threat to Society – 3:57
5. You Never Know (Live from Rock am Ring) – 3:53
6. Bad Listener (Live from Rock am Ring) – 4:05

## Formazione
Beartooth
- Caleb Shomo – voce, chitarra, basso, batteria, percussioni

Produzione
- Caleb Shomo – produzione, ingegneria del suono, missaggio
- Nick Raskulinecz – produzione esecutiva, produzione (traccia 11), ingegneria del suono
- Drew Fulk – direzione artistica
- Kamron Bradbury – produzione addizionale
- Oshie Bichar – produzione addizionale
- Peter Geiser – ingegneria del suono
- Nathan Yarborough – ingegneria del suono (traccia 5), ingegneria del suono addizionale (tracce 7 e 12)
- Zakk Cervini – tecnico parti vocali (tracce 6 e 10)
- Ted Jensen – mastering

## Classifiche
| Classifica (2016)          | Posizione massima |
| -------------------------- | ----------------- |
| Australia                  | 66                |
| Austria                    | 33                |
| Canada                     | 83                |
| Germania                   | 49                |
| Regno Unito                | 55                |
| Regno Unito (rock & metal) | 3                 |
| Stati Uniti                | 40                |
| Stati Uniti (digital)      | 10                |
| Stati Uniti (independent)  | 1                 |
| Stati Uniti (hard rock)    | 1                 |
| Stati Uniti (rock)         | 5                 |
| Svizzera                   | 67                |